# 莫格斯多夫
莫格斯多夫是奥地利布尔根兰州延纳斯多夫县的一个市镇。总面积12.77平方公里，总人口1213人，人口密度95.0人/平方公里（2001年）。